# Rafael Álvarez de Toledo y Aguado
Rafael Álvarez de Toledo y Aguado (m. 1905) fue un noble y político español del siglo XIX, I conde de Villar de Felices.

## Biografía
Fue hijo de Joaquín Álvarez de Toledo Castilla y Portugal, IX marqués de Villar de Vallehermoso, y de Concepción Aguado y García, hija de los II condes de Campohermoso.
Debido a las deudas familiares que heredó, tuvo que liquidar buena parte de su patrimonio para solventar los graves problemas económicos. Dentro de los bienes muebles que heredó de sus antecesores, destacaban el trono familiar, un relicario regalado por un pontífice a su bisabuelo, el archivo familiar y los retratos de sus padres y abuelos.
Dentro de su carrera política ejerció como diputado provincial de Murcia. El 2 de septiembre de 1871, el rey Amadeo I de España le concedió el título nobiliario de Conde de Villar de Felices, posiblemente una nueva creación a partir del Marquesado del Villar de Felice que ostentó su abuelo Nicolás María Álvarez de Toledo.
Contrajo matrimonio con Remedios Pérez y López de Molina, de quien no tuvo sucesión, por lo que en 1905 sucedió en el condado María Aguado y Fontes, su parienta por parte materna.